# 수신료 징수제

유럽 공용 방송사의 자금 조달
TV 수신료 징수:
수신료 징수 전용
수신료 징수 및 광고
수신료 징수, 광고, 정부 보조금
TV 수신료 징수 없음:
정부 보조금, 광고
상업 전용
정부 보조금 전용
알 수 없음

수신료(受信料)란 각국의 공영방송이 국민들을 대상으로 방송재원으로 활용하기 위해 일정 금액을 징수하는 제도를 말한다. 공영방송을 운영하는 대부분 나라에서는 이 제도를 채택하고 있다.

## 역사
20세기 초의 라디오 방송국들은 그들의 서비스를 위한 기금을 모을 필요가 있었다. 일부 국가에서는 광고를 통해 이를 달성한 반면, 다른 국가에서는 라디오 세트를 소유한 가구가 라이센스를 구입해야 하는 의무 구독 모델을 채택했다.
영국은 BBC에 자금을 대는데 사용되는 무선 라이선스로 원래 알려진 라이선스로 강제적인 공공 구독을 채택한 최초의 국가이다. 라디오 라이선스를 도입한 대부분의 국가에서, 라이선스의 소유는 단순히 수수료를 지불했다는 표시였습니다. 그러나 캐나다에서는 1914년과 1922년 사이에 사람들이 라디오 수신기를 사용할 수 있도록 허용하기 위해 1분당 5단어로 모스 부호를 송수신하는 능력을 증명하는 "아마추어 실험 숙련도 인증서"를 통과해야 했다.
텔레비전의 등장과 함께, 몇몇 국가들은 별도의 텔레비전 면허를 만들었다. 다른 나라들은 텔레비전 방송의 추가 비용을 충당하기 위해 라디오 라이선스 수수료를 인상했고, 이름을 "라디오 수신료"에서 "TV수신료" 또는 "수신료"로 변경했다. 오늘날 대부분의 국가는 텔레비전에 사용되는 것과 동일한 수신료로 공공 라디오 방송에 자금을 지원하지만, 일부 국가는 여전히 별도의 라디오 수신료를 보유하고 있다. 영국, 일본과 같은 일부 국가들은 단색 텔레비전만 소유한 가정의 요금이 더 낮다. 많은 국가에서 고령자와 장애인 소비자는 수신료를 감면받거나 아예 받지 않는다.
수신료 납부 회피에 직면한 일부 국가는 전기요금에 합산해서 수신료를 받거나 특별세 징수방식으로 공영방송사에 자금을 지원하는 방안을 선택했다. 어떤 나라에서는 국영 방송국들이 상업광고를 내보낸다.
1989년, 유럽 평의회는 트랜스프론티어 텔레비전에 관한 유럽 협약을 만들었습니다. 무엇보다도, 이것은 광고를 규제한다. 그 조약은 5개의 EU 회원국을 포함한 7개국에 의해 비준되었을 때 1993년에 발효되었다. 2010년 현재, 34개국이 이 조약에 가입했다.

## 각국 현황
한국 KBS를 포함한 영국 BBC, 독일 ARD, ZDF, 프랑스 F2, F3, F5, 일본 NHK 등 50여 개 국가서 수신료제도를 채택하고 있다. 특히 일부 국가에서는 컬러 TV뿐만 아니라 흑백 TV, 라디오, TV 수신카드를 장착한 컴퓨터 등에도 수신료를 받는 경우가 있다.

### 유럽
영국의 경우, 라이센스 요금(license fees)으로 연간 159파운드가량 지불해야 한다.,
The licence fee allows the BBC's UK services to remain free of advertisements and independent of shareholder and political interest.
그러나 2027년을 끝으로 수신료를 폐지할 계획이라고 한다.
프랑스의 경우, 2009년부터 오후 8시 이후 광고를 전면 없애고 공영방송의 광고를 완전 폐지하는 법의 제정했다. 2011년부터는 공영방송에서의 광고는 법으로 금지되어있다.

### 대한민국
대한민국에서는 1963년부터 수신료 징수를 시작해 1981년 이후 현재까지 매달 2,500원씩의 수신료를 부과하고 있다. 초기에는 KBS소속 징수원(주로 계약직)들이 일일이 TV수상기를 보유한 가정에 방문해서 수신료를 징수했다가, 1994년부터 한국전력공사가 징수하는 전기요금에 합산해서 수신료를 받고 있다.

### 일본
일본 NHK는 수신료라는 이름으로 연간 13,650엔(12개월 선납, 지상파 계약의 경우)을 징수하고 있다.

## 같이 보기
- 대한민국의 수신료 징수제
- 독일의 수신료 징수제
- 일제강점기 조선의 수신료 징수제